# Epiplema melanosticta
Epiplema melanosticta är en fjärilsart som beskrevs av Joannis 1915. Epiplema melanosticta ingår i släktet Epiplema och familjen Uraniidae. Inga underarter finns listade i Catalogue of Life.